# NO-ONE
«NO-ONE» — художественный фильм 2018 года копродукции Израиля и Украины, мировая премьера состоялась 23 апреля 2018 года в рамках 40-го Московского международного кинофестиваля. 7 октября 2017 на 33-м Международном кинофестивале в Хайфе для прессы был показан предварительный монтажный вариант work-in-progress. В 2018 году фильм получил призы Best Feature Film и Best Cinematography на кинофестивале в Австрии и Best Feature Film — в Великобритании.

## Сюжет
NO-ONE - история, маскирующаяся и под семейную месть, и под политический нарратив с притчей об исторической вине, но это и анти-версия шекспировского «Отелло», в которой, при параллелизме персонажей и событий, история из эпохи Возрождения в конце XX века развивается по-другому. Действие картины происходит в России в дни путча ГКЧП в августе 1991 года, и персонажи NO-ONE, - где Венеция заменилась Москвой, Кипр - Крымом, венецианский генерал Отелло - генералом КГБ, а коварный интриган Яго, прапорщик Отелло - элитным студентом, племянником российского генерала, - странным образом соответствуют шекспировским персонажам и местам действия. Но с какого-то момента события и отношения внутри фильма силами судьбы начинают видоизменять шекспировский сюжет. Главный герой - блестяще образованный и художественно одаренный генерал жестокой и кровавой организации, не питающий иллюзий по поводу окружающего его мира, постоянно меняет маски и роли, оставаясь на властных вершинах. Тем не менее, кармические силы стягивают события и лица вокруг него в мёртвую петлю - поражения, предательства, измены цепляются одно за другим, и то, что изначально было неизбежным, становится реальностью.

## В ролях
- Вячеслав Жолобов — Олег Сергеевич, генерал КГБ
- Наталия Вдовина — Тамара, его жена
- Георгий Марченко — Влад, его племянник
- Елизавета Боярская — Зина, однокурсница Влада, дочь секретаря обкома КПСС
- Алексей Агранович — помощник генерала
- Дмитро Сова — Саша, спасатель на пляже в Крыму
- Александр Феклистов — Иван, старый друг генерала
- Лев Прудкин — сотрудник КГБ в Крыму
- Эди Кветнер — Жора, однокурсник Влада
- Софья Каштанова — Миранда, подруга Зины

## Съёмочная группа
- Авторы сценария: Владимир Прудкин, Лев Прудкин
- Режиссёры: Лев Прудкин, Владимир Прудкин
- Операторы: Зив Беркович, Дэвид Страгмейстер, Борис Литовченко
- Художники: Эхуд Гутерман, Наталья Каневская (костюмы)
- Композитор: Евсей Евсеев
- Исполнительные продюсеры: Саша Клейн, Александр Швыдкой
- Продюсер: Владимир Прудкин